# Paul Atzler
Paul Atzler (* 13. Mai 1889 in Heiligenbeil (Ostpreußen); † 23. Mai 1972 in Bad Schussenried) war ein deutscher Rechtsanwalt am Kammergericht in Berlin, Notar und privater Rechtslehrer.  

## Werdegang
Sein Abiturientenexamen legte Atzler im Oktober 1911 an der Städtischen Oberrealschule in Königsberg ab. Anschließend studierte er bis 1918 an der dortigen Universität Rechts- und Staatswissenschaften.
Seine Referendarprüfung machte er am 14. Dezember 1918 vor dem OLG in Königsberg, die mündliche Doktorprüfung vor der juristischen Fakultät der Universität Königsberg am 26. April 1919.
Seit 1924 leitete Atzler in Berlin Vorbereitungskurse für die Assessorprüfung.
1935 erschien die erste Auflage seines Werkes „Die praktische Arbeit in der Assessorprüfung“. Ab 1948 schließlich war er Herausgeber der beiden juristischen Fernlehrgänge in Schussenried.

## Veröffentlichungen
- Der Gefahrübergang beim Kauf unter Eigentumsvorbehalt nach dem Bürgerlichen Gesetzbuch, 1919 (Diss.).
- Die praktische Arbeit in der Assessorprüfung, 1. Lieferung, 1935. Bis 1998 in 37 Auflagen.
- Lehrgang zur Vorbereitung auf die Referendarprüfung.
- Lehrgang zur Vorbereitung auf die Assessorprüfung.

## Würdigung
- NJW 1969, 1160 (J. Hänle).
- DRiZ 1969, 339 (H. Arndt).
- RA Paul Ege, Ehingen:

„Erfahrungsbericht über das Studium des Werkes: Atzler, Lehrgang zur Vorbereitung auf die Referendarprüfung“, (Abgedruckt u. a. im Anhang von „Wie bereite ich mich richtig auf die Referendarprüfung vor“, 7. Aufl., Bad Schussenried 1955, S. 292–296);
und
„Ein Beitrag zur Reform des juristischen Studiums. Programmierter Selbstunterricht für Studenten und Referendare“ (Abgedruckt u. a. im Anhang von „Wie bereite ich mich richtig auf die Assessorprüfung vor“, 16. Aufl., Bad Schussenried 1970, S. 185–198).